# François Félix Crousse
François Félix Crousse, né à Nancy le 2 octobre 1840 et mort dans la même ville le 25 août 1925, est un horticulteur français spécialiste des bégonias tubéreux.

## Biographie
Né au faubourg de Boudonville à Nancy, de Louis Crousse, jardinier, et de son épouse Françoise Morel, François Félix Crousse suit des études au lycée impérial de 1850 à 1855. Il fait ensuite son apprentissage d'horticulteur pendant une dizaine d'années, notamment chez Auguste Calot à Douai. En 1865, il se marie avec Marie Clémentine Gillot et reprend l'exploitation de son père à Nancy et la développe. Félix est son prénom usuel.
En 1866, il acquiert un immeuble rue du faubourg Stanislas (devenue rue Raymond-Poincaré) et des terrains attenant, à l'ouest de Nancy près de la Commanderie, où il installe son exploitation horticole et son domicile.
Il y travaille sur le géranium lierre qu'il améliore, sur les chrysanthèmes, les cyclamens, sur les pivoines herbacées dont il crée 80 nouveaux cultivars et surtout sur les bégonias tubéreux dont il devient le spécialiste mondial. Il en cultive de très nombreuses variétés (plus de 100 000 bégonias figurent dans son catalogue en 1888) dont 600 sont ses créations. Certaines sont présentées dans les collections des jardins botaniques de Nancy et plusieurs de ses cultivars sont toujours commercialisés au début du XXIe siècle, notamment une grande pivoine de Chine rouge à fleurs doubles, très parfumée, obtenue en 1881 et qui porte son nom, la « Félix Crousse ».
En outre, il possède des serres chauffées où il cultive des orchidées tropicales et des espèces rares de palmiers qui servent de décors lors des expositions.
Il est proche de plusieurs artistes de l'École de Nancy tels Jacques Gruber ou Ernest Bussière et bien sûr Émile Gallé qu'il honorera en donnant son nom à plusieurs de ses créations (pivoines ou bégonia).
Avec Victor Lemoine, Émile Gallé et Léon Simon, il fonde la Société Centrale d'Horticulture de Nancy en 1877 et insistera pour la création d'un bulletin qu'il rédigera un temps, avant d'en laisser le soin à Émile Gallé. Il se consacra alors à la vice-présidence de cette jeune société.
De 1866 à 1909, il participe à de nombreuses expositions et concours, en France et hors de France, en tant qu'exposant ou membre du jury et obtient de nombreux prix.
Il se fait plus particulièrement connaître lors de l'exposition universelle de 1878 à Paris où il obtient la médaille d'or pour les pivoines. Lors de celle de 1889 il remporte la médaille d'argent pour les bégonias.
Il est fait chevalier de l'Ordre du Mérite agricole en 1887, officier dix ans plus tard puis finalement commandeur après dix années de plus.
De son mariage avec Marie Clémentine Gillot naissent trois enfants, Marie Louise Françoise (1866), Alice Mélanie Marguerite (1867) et Albert Georges Raymond (1872) mais seule Alice aura des enfants, les deux autres étant morts sans descendance respectivement à 25 et 26 ans.
Sans repreneur, les établissemnents Crousse cessent leur activité en 1904 après que Félix Crousse a cédé sa collection de pivoines à Victor Lemoine.
Veuf depuis 1892, Félix Crousse se remarie avec Marie Augustine Élisa Drouin en 1903. Cette même année, il vend à Eugène Corbin ses terrains situés rue du Sergent-Blandan où ce dernier fera construire une maison, futur Musée de l'École de Nancy.
D'autre part, Félix Crousse est à l'origine de la création de la rue des Bégonias à Nancy, rue initialement privée qui traverse ses terrains en reliant la rue du faubourg Stanislas au nord à la rue du faubourg Saint-Jean au sud et qui sera acquise par la commune en 1904.
À nouveau veuf en 1914, il meurt le 25 août 1925 et est inhumé au cimetière de Préville.
Depuis 2001, une allée du Parc Sainte-Marie à Nancy porte son nom.

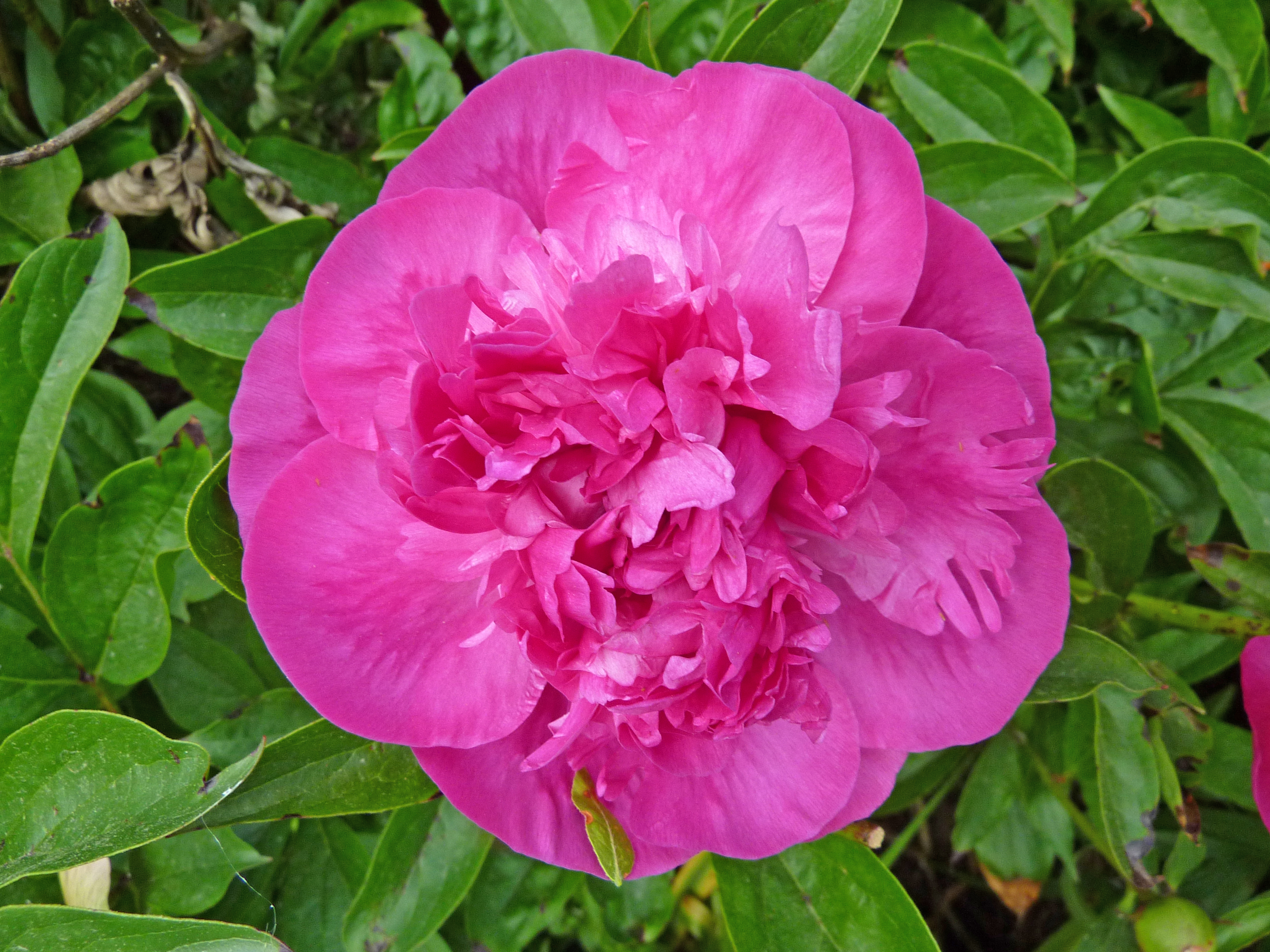
Pivoine Félix Crousse, obtention Crousse 1881
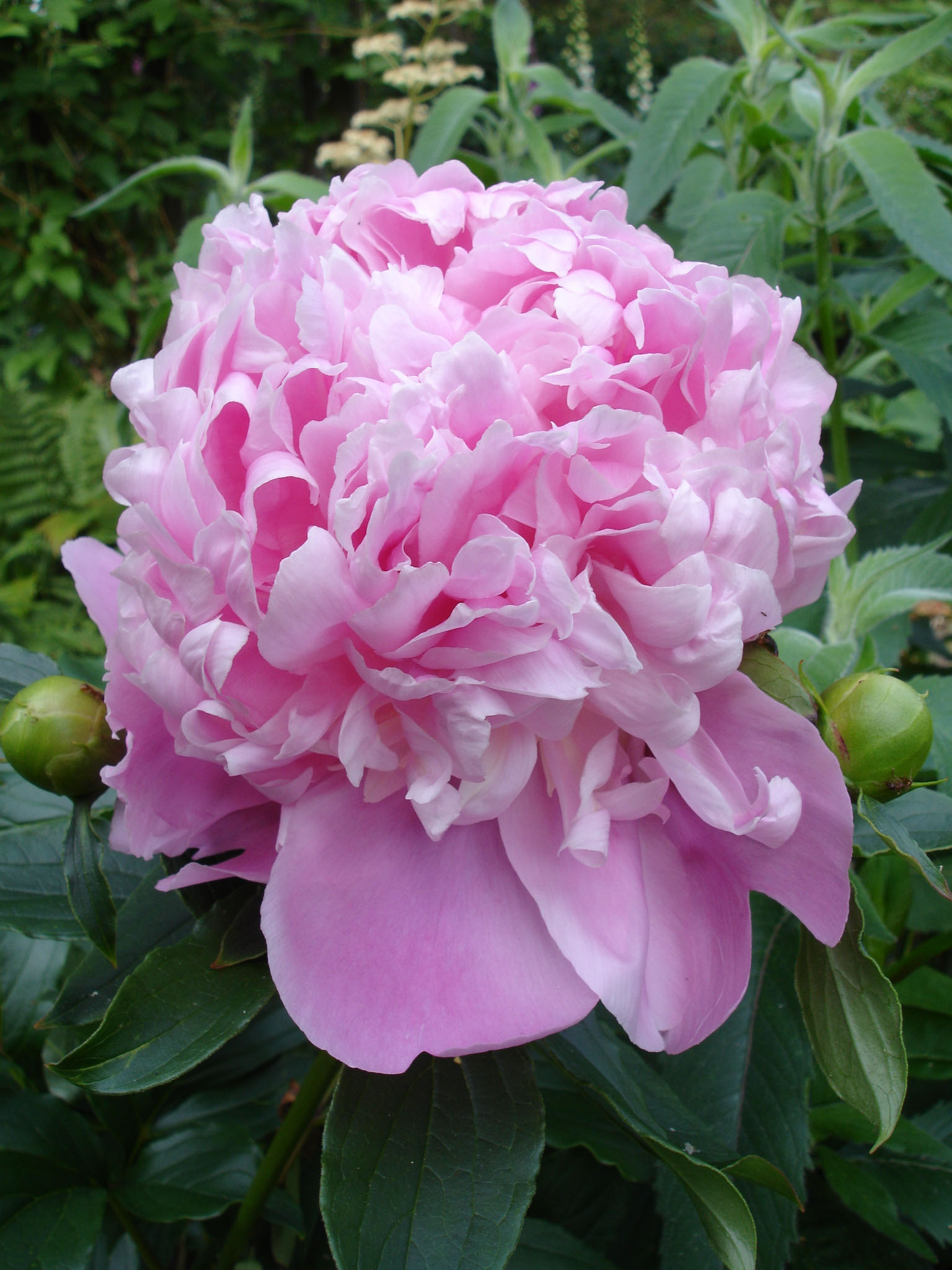
Pivoine Monsieur Jules Élie, obtention Crousse 1882
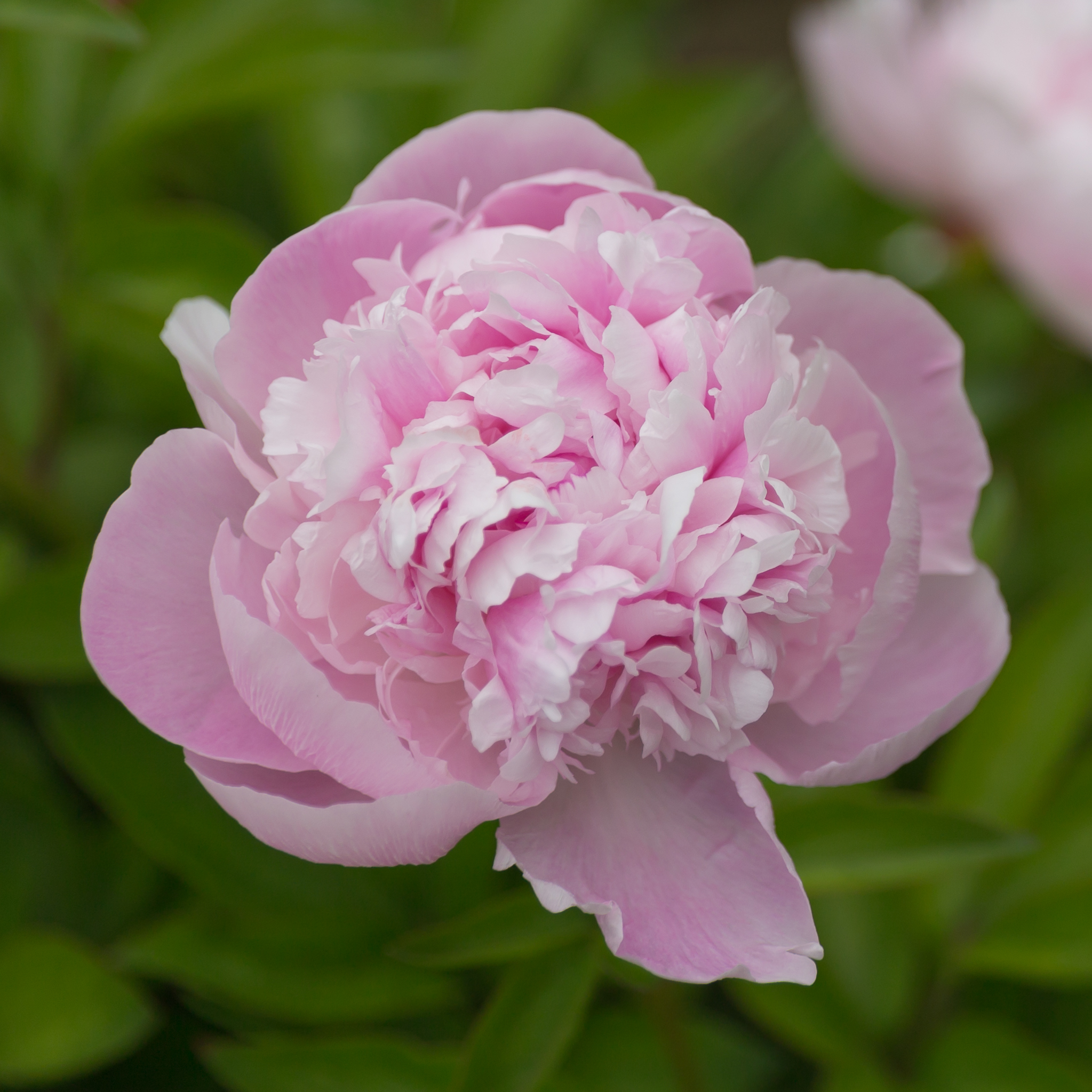
Pivoine la Perle, obtention Crousse 1886

## Distinctions
- Commandeur de l'ordre du Mérite agricole